# Lista de premiados no Festival do Rio
Criado em 1999, o Festival do Rio desde 2002 premia os melhores filmes brasileiros exibidos em competição, em diversas categorias. Os vencedores recebem o Troféu Redentor, uma estatueta que lembra um Cristo Redentor feito de pedaços de filme 35mm.

## 2019[1]

### Júri oficial
Os premiados foram:
- Melhor Longa-Metragem de Ficção - Fim de Festa, de Hilton Lacerda
- Melhor Direção de Ficção - Maya Da-Rin, por A Febre
- Melhor Atriz - Regina Casé, por Três Verões
- Melhor Ator – Fabrício Boliveira, por Breve Miragem de Sol
- Melhor Atriz Coadjuvante – Gabriela Carneiro da Cunha, por Anna
- Melhor Ator Coadjuvante - Augusto Madeira, por Acqua Movie
- Melhor Fotografia – Miguel Vassy, por Breve Miragem de Sol
- Melhor Montagem - Renato Vallone, por Breve Miragem de Sol
- Melhor Roteiro - Hilton Lacerda, por Fim de Festa
- Melhor Curta-Metragem - A Mentira, de Klaus Diehl e Rafael Spínola
- Melhor Longa-Metragem de Documentário - Ressaca, de Vincent Rimbaux e Patrizia Landi
- Melhor Direção de Documentário - Vincent Rimbaux e Patrizia Landi, por Ressaca
- Prêmio Especial do Júri – Som do filme A Febre - Felippe Schultz Mussel e Breno Furtado (Som direto), Felippe Schultz Mussel e Romain Ozanne, (Edição de som) e Emmanuel Croset (Mixagem)
- Menção honrosa do Júri - Favela é Moda (Emílio Domingos) e M8 – Quando a Morte Socorre a Vida (Jeferson De)

### Novos Rumos
Melhor Filme - Sete Anos em Maio, de Affonso Uchôa
Melhor Curta - Revoada, de Victor Costa Lopes
Prêmio Especial do Júri - Chão, Camila Freitas
Menção honrosa (longa-metragem) - Marcelo Diorio, ator e co-roteirista de Rosa Azul de Novalis
Menção honrosa (curta-metragem) - Bonde, de Asaph Luccas

### Júri popular
Melhor Longa de Ficção - M8 - Quando a Morte Socorre a Vida, de Jeferson De
Melhor Longa Documentário - Favela é moda, de Emílio Domingos
Melhor Curta - Carne, de Camila Kater

### Prêmio Felix
Melhor Longa-Metragem Ficção: Retrato de Uma Jovem Em Chamas, de Céline Sciamma
Melhor Longa Documentário: Lemebel, um artista contra a ditadura chilena, de Joanna Reposi Garibaldi
Melhor Longa Brasileiro: Alice Júnior, de Gil Baroni
Prêmio Especial do Júri: Bicha-Bomba, de Renan de Cillo
Menção Honrosa - Camille Cabral, pela atuação em luta dos direitos humanos

### Mostra Geração
Melhor filme Júri Popular -Alice Júnior, de Gil Baroni

## 2018[2]

### Júri Oficial
Os premiados foram:
- Melhor Filme -  Tinta Bruta, de Filipe Matzembacher e Márcio Reolon
- Melhor Documentário - "Torre das Donzelas", de Susanna Lira
- Melhor Curta-Metragem - "O Órfão", de Carolina Markowicz

Menção Honrosa curta-metragem – "Universo Preto Paralelo", de Rubens Passaro
- Melhor Direção de Ficção -  João Salaviza e Renée Nader Messora, por "Chuva é Cantoria na Aldeia dos Mortos"
- Melhor Direção de Documentário -   Suzanna Lira, por "Torre das donzelas"
- Menção Honrosa Direção de Documentário: Daniel Gonçalves, por "Meu Nome é Daniel"
- Melhor Atriz - Ítala Nandi, por "Domingo"
- Melhor Ator - Shico Menegat, por "Tinta Bruta", e Valmir do Côco, por "Azougue Nazaré"
- Melhor Atriz Coadjuvante -Eliane Giardini, por "Deslembro"
- Melhor Ator Coadjuvante -  Bruno Fernandes, por "Tinta Bruta"
- Melhor Fotografia - Renée Nader Messora, por "Chuva é Cantoria na Aldeia dos Mortos"⠀
- Melhor Montagem -  André Sampaio, por "Azougue Nazaré"
- Melhor Roteiro -   Filipe Matzembacher e Marcio Reolon, por "Tinta bruta"⠀
- Prêmio Especial do Júri -  "Azougue Nazaré", de Tiago Melo

### Novos Rumos
- Melhor curta: Lembra, de Leonardo Martinelli⠀
- Melhor filme: Ilha, de Ary Rosa e Glenda Nicácio
- Prêmio Especial do Júri: Inferninho, de Guto Parente e Pedro Diogenes⠀
- Menção Honrosa: Mormaço, de Marina Meliande
- Menção Honrosa: Eduarda Fernandes pela atuação (Luna, de Cris Azzi)
- Menção Honrosa: Alexandre Amador pela atuação (Vigia, de João Victor Borges)
- Menção Honrosa: Verónica Valenttino pela atuação (Jéssika, de Galba Gogóia)"

### Mostra Geração
Prêmio Mostra Geração: "Shade – Entre bruxas e heróis", de Rasko Miljkovic, filme da Sérvia em parceria com a Macedônia.

### Prêmio Felix
- Especial do Júri: "Inferninho", de Guto Parente e Pedro Diogene⠀
- Melhor longa documentário: "Obscuro Barroco", de Evangelia Kranioti⠀
- Melhor longa ficção: "Sócrates", de Alex Moratto⠀
- Troféu Suzy Capó - Personalidade Felix do ano: Saulo Amorim, presidente nacional da Associação Brasileira de Famílias Homotransafetivas.

### Prêmio Fipresci
- "Deslembro", de Flavia Castro

## 2017

### Júri Oficial
Os premiados foram:
- Melhor Longa-Metragem de Ficção -  As Boas Maneiras, de Juliana Rojas e Marco Dutra
- Melhor Longa-Metragem Documentário -  Piripkura, de Mariana Oliva, Renata Terra e Bruno Jorgeo
- Melhor Curta-Metragem - Borá, de Angelo Defanti

Menção Honrosa curta-metragem – Roberta Gretchen Coppola, por Vaca Profana
- Melhor Direção de Ficção - Lúcia Murat (Praça Paris)
- Melhor Direção de Documentário -  Tatiana Lohmann e Roberta Estrela D'Alva (Slam: Voz de Levante)
- Melhor Atriz - Grace Passô (Praça Paris)
- Melhor Ator -  Daniel de Oliveira (Aos Teus Olhos) e Murilo Benício (O Animal Cordial)
- Melhor Atriz Coadjuvante - Marjorie Estiano (As Boas Maneiras)
- Melhor Ator Coadjuvante - Marco Ricca (Aos Teus Olhos)
- Melhor Fotografia - Rui Poças (As Boas Maneiras)
- Melhor Montagem -  Caroline Leone (Alguma Coisa Assim)
- Melhor Roteiro -  Lucas Paraizo   (Aos Teus Olhos)
- Prêmio Especial do Júri - Slam: Voz de Levante

### Júri popular
- Melhor Longa-Metragem de Ficção - Aos Teus Olhos, de Carolina Jabor
- Melhor Longa-Metragem Documentário - Dedo na Ferida, de Silvio Tendler
- Melhor Curta-Metragem - vaca Profana, de René Guerra

### Prêmio Felix
- Melhor Longa-Metragem de Ficção -  As Boas Maneiras, de Juliana Rojas e Marco Dutra
- Melhor Longa-Metragem Documentário -  Queercore: How to Punk a Revolution, de Yony Leyser
- Melhor Curta-Metragem - Sandra Chamando, de João Cândido Zacharias

### Mostra Geração
- Melhor filme: Sobre Rodas, de Mauro D’Addio

Menções honrosas: Historietas Assombradas, o Filme, de Victor-Hugo Borges, e Altas Expectativas, de Pedro Antonio Paes e Álvaro Campos

### Prêmio Fipresci
- Melhor filme: As Boas Maneiras, de Juliana Rojas e Marco Dutra[3]

## 2016

### Júri Oficial
O júri foi presidido por Charles Tesson e composto também por por Maria Augusta Ramos, Rodrigo Santoro e Sandra Kogut. Os premiados foram:
- Melhor Longa-Metragem de Ficção -  Fala Comigo, de Felipe Sholl
- Melhor Longa-Metragem Documentário -  A Luta do Século, de Sérgio Machado
- Melhor Curta-Metragem - O Estacionamento, de William Biagioli
- Melhor Direção de Ficção - Cristiane Oliveira (Mulher do Pai)
- Melhor Direção de Documentário -  Sérgio Oliveira (Super Orquestra Arcoverdense de Ritmos Americanos)
- Melhor Atriz - Karine Teles (Fala Comigo)
- Melhor Ator -  Nelson Xavier (Comeback) e Julio Andrade (Redemoinho e Sob Pressão)
- Melhor Atriz Coadjuvante - Verónica Perrotta (Mulher do pai)
- Melhor Ator Coadjuvante - Stepan Nercessian (Sob pressão)
- Melhor Fotografia - Fernando Lockett (Superorquestra Arcoverdense de Ritmos Americanos) e Heloisa Passos (Mulher do Pai)
- Melhor Montagem -  Marcio Hashimoto (Era o Hotel Cambridge)
- Melhor Roteiro -  Martha Nowill e Charly Braun   (Vermelho Russo)
- Prêmio Especial do Júri - Redemoinho, de José Luiz Villamarim

### Júri popular
- Melhor longa de ficção: Era o Hotel Cambridge, de Eliane Caffé
- Melhor longa documentário: Divinas Divas, de Leandra Leal
- Melhor curta: Demônia, Melodrama em 3 Atos de Fernanda Chicollet e Cainan Baladez

### Mostra Novos Rumos
- Melhor filme: Então Morri, de Bia Lessa e Dany Roland
- Melhor curta: Não Me Prometa Nada, de Eva Randolph
- Prêmio especial do júri: Deixa na Régua, de Emílio Domingos
- Menção honrosa:  Layla Kayã Sah, pela atuação em Janaína Overdrive, de Mozart Freire

### Prêmio Fipresci
- Viejo Calaver, de Kiro Russo, e Era o Hotel Cambridge, de Eliane Caffé

### Prêmio Felix
- Melhor longa de ficção: Rara, de Pepa San Martin
- Melhor longa documentário: Divinas Divas, de Leandra Leal
- Prêmio especial do júri: Love snaps, de Daniel Ribeiro e Rafael Lessa
- Prêmio Suzy Capó Personalidade Felix de 2016: Lea T

### Mostra Geração
- Vencedor do júri popular: Brujerías, de Virginia Curiá [4]

## 2015

### Júri Oficial
O júri foi presidido por Walter Carvalho e composto também por por Christian Sida-Valenzuela, Alan Poul, Pape Boye e Vivian Ostrovsky. Os premiados foram:
- Melhor Longa-Metragem de Ficção -  Boi Neon, de Gabriel Mascaro
- Melhor Longa-Metragem Documentário -  Olmo e a Gaivota, de Petra Costa
- Melhor Curta-Metragem -  Pele de Pássaro, de Clara Peltier
- Melhor Direção de Ficção -  Ives Rosenfeld (Aspirantes) e Anita Rocha da Silveira (Mate-Me por Favor)
- Melhor Direção de Documentário -  Maria Augusta Ramos (Futuro Junho)
- Melhor Atriz - Valentina Herszage (Mate-Me por Favor)
- Melhor Ator -  Ariclenes Barroso (Aspirantes)
- Melhor Atriz Coadjuvante - Julia Bernat (Aspirantes) e Alyne Santana (Boi Neon)
- Melhor Ator Coadjuvante - Caio Horowicz (Califórnia)
- Melhor Fotografia - Diego Garcia (Boi Neon)
- Melhor Montagem -  Sérgio Mekler (Campo Grande)
- Melhor Roteiro -  Gabriel Mascaro  (Boi Neon)
- Prêmio Especial do Júri - Quase Memória, de Ruy Guerra

### Novos Rumos
O júri foi presidido por Rosane Svartman e composto também por Diana Almeida, Karen Sztajnberg e Natália Lage. Os premiados foram:
- Melhor Filme -  Beira-Mar, de Filipe Matzembacher, Marcio Reolon
- Melhor Curta - Outubro Acabou, de Karen Akerman, Miguel Seabra Lopes
- Prêmio Especial do Júri -  Jonas, de Lô Politi

### Prêmio Fipresci
O júri foi composto por Christian Petterman, Flávia Guerra e Ricardo Cota. O premiado foi:
- Melhor Longa Latino-Americano - Te Prometo Anarquia, de Julio Hernández Cordón

### Juri Popular
- Melhor Longa de Ficção: Nise - O Coração da Loucura, de Roberto Berliner
- Melhor Longa Documentário:  Betinho - A Esperança Equilibrista, de Victor Lopes
- Melhor Curta:  Até a China, de Marão[5]

## 2014

### Júri Oficial
- Melhor longa-metragem de ficção - Sangue Azul, de Lírio Ferreira
- Melhor longa-metragem documentário - À Queima-Roupa, de Theresa Jessouroun
- Melhor curta-metragem - Barqueiro, de José Menezes e Lucas Justiniano
- Melhor diretor de ficção - Lírio Ferreira, por Sangue Azul
- Melhor diretor de documentário - Theresa Jessouroun, por À Queima-Roupa
- Melhor atriz - Bianca Joy Porte, por Prometo um Dia Deixar essa Cidade
- Melhor ator - Matheus Fagundes, por Ausência
- Melhor atriz coadjuvante - Fernanda Rocha, por O Último Cine Drive-In
- Melhor ator coadjuvante - Rômulo Braga, por Sangue Azul
- Melhor fotografia - André Brandão, por Obra
- Melhor montagem - Luisa Marques, por A Vida Privada dos Hipopótamos
- Melhor roteiro - Murilo Salles, por O Fim e os Meios
- Prêmio Especial do Júri - Ausência, de Chico Teixeira

### Júri popular
- Melhor longa-metragem de ficção - Casa Grande, de Fellipe Gamarano Barbosa
- Melhor longa-metragem documentário - Favela Gay, de Rodrigo Felha
- Melhor curta-metragem - Max Uber, de Andre Amparo

### Mostra Novos Rumos
- Melhor longa-metragem - Castanha, de Davi Pretto
- Melhor curta-metragem - O bom comportamento, de Eva Randolph
- Prêmio Especial do Júri - Deusa Branca, de Alfeu França
- Prêmio pelo conjunto da obra - Othon Bastos

### Prêmio Felix
- Melhor longa-metragem de ficção - Xenia, de Panos H. Koutras
- Melhor longa-metragem documentário - De Gravata e Unha Vermelha, de Miriam Chnaiderman
- Prêmio Especial do Júri - Toda Terça-Feira, de Sophie Hyde

### Prêmio Fipresci
- Melhor filme latino-americano - Obra, de Gregorio Graziosi

### Mostra Geração
- Melhor filme pelo júri popular - Finn, de Frans Weisz[6]

## 2013

### Júri Oficial
O júri foi formado por Fabiano Canosa, Lázaro Ramos, Doris Hegner, Helena Ignez e Marie-Pierre Macia. Os premiados foram:
- Melhor Longa-Metragem de Ficção - De Menor, de Caru Alves de Souza, e O Lobo atrás da Porta, de Fernando Coimbra
- Prêmio Especial do Júri (Ficção): - Tatuagem, de Hilton Lacerda
- Melhor Longa-Metragem Documentário - Histórias de Arcanjo – Um Documentário sobre Tim Lopes, de Guilherme Azevedo
- Prêmio Especial do Júri (Documentário) - A Farra do Circo, de Roberto Berliner e Pedro Bronz
- Menção Honrosa do Júri (Documentário) - Cativas – Presas pelo Coração, de Joana Nin, e Damas do Samba, de Susanna Lira
- Melhor Curta-Metragem - Contratempo, de Bruno Jorge
- Melhor Direção - Cao Guimarães e Marcelo Gomes (O Homem das Multidões)
- Melhor Ator - Jesuíta Barbosa (Tatuagem)
- Menção Honrosa do Júri (Ator) - Francisco Gaspar (Estrada 47)
- Melhor Atriz - Leandra Leal (O Lobo atrás da Porta)
- Melhor Atriz Coadjuvante - Martha Nowill (Entre Nós)
- Melhor Ator Coadjuvante - Rodrigo García (Tatuagem)
- Menção Honrosa do Júri (Ator Coadjuvante) - Julio Andrade (Entre Nós) e Silvio Guindane (Jogo das Decapitações)
- Melhor Roteiro - Paulo Morelli (Entre Nós)
- Melhor Montagem -  Mair Tavares (Estrada 47)
- Melhor Fotografia - Pedro Urano (Quase Samba)

### Júri Popular
- Melhor Longa-metragem de Ficção - Tatuagem, de Hilton Lacerda
- Melhor Longa-metragem Documentário - Fla x Flu, de Renato Terra
- Melhor Curta-metragem - Jessy, de Paula Lice, Rodrigo Luna e Ronei Jorge

### Novos Rumos
O júri foi formado por Anna Azevedo, António Ferreira e Maria Flor. Os premiados foram:
- Melhor Longa-Metragem - Tão Longe é aqui, de Eliza Capai
- Menção Honrosa (Longa-Metragem) - O Menino e o Mundo, de Alê Abreu
- Melhor Curta-Metragem - Todos esses dias em que sou estrangeiro, de Eduardo Morotó
- Menção Honrosa (Curta-Metragem) - - Lição de esqui, de Leonardo Mouramateus e Samuel Brasileiro

### Prêmio Fipresci
O júri foi composto por Carmem Gray, Juan Manuel Dominguez, Ricardo Largman e Luiz Fernando Gallego. O premiado foi:
- Melhor Longa Latino-Americano - Tatuagem, de Hilton Lacerda

### Mostra Geração - Prêmio do Público
- Tom, o Garoto Malandro, de Manuel Prada

### Prêmio Forno de Minas para Curta-Metragem
- A Galinha que Burlou o Sistema, de Quico Meirelles[7]

## 2012

### Júri Oficial
- Melhor Longa-Metragem de Ficção - O Som ao Redor, de Kleber Mendonça Filho
- Melhor Longa-Metragem Documentário - Hélio Oiticica,  de César Oiticica Filho
- Melhor Curta-Metragem - Realejo, de Marcus Vinicius Vasconcelos
- Melhor Direção - Eryk Rocha (Jards)
- Melhor Ator - Otávio Müller (O Gorila)
- Melhor Atriz - Leandra Leal (Éden)
- Melhor Atriz Coadjuvante - Alessandra Negrini (O Gorila)
- Melhor Ator Coadjuvante - Caco Ciocler (Disparos)
- Melhor Roteiro - Kleber Mendonça Filho (O som ao redor)
- Melhor Montagem - Pedro Bronz e Marília Moraes (Disparos)
- Melhor Fotografia - Gustavo Hadba (Disparos)
- Prêmio Especial de Júri - Antônio Venâncio

### Novos Rumos
O júri foi formado por Roberto Berliner, Eduardo Nunes e Maria Ribeiro. Os premiados foram:
- Melhor Longa-Metragem - Super Nada, de Rubens Rewald, e A Batalha do Passinho, de Emílio Domingos
- Melhor Curta-Metragem - Canção para minha irmã, de Pedro Severien
- Homenagem Especial do Júri - Jair Rodrigues (Super Nada) e Gambá (A Batalha do Passinho)

### Prêmio Fipresci
O júri foi composto por  Isaac Leon Frias, Denise Lopes e Nelson Hoineff. O premiado foi:
- A beleza, de Daniela Seggiaro

### Júri Popular
- Melhor Longa-Metragem de Ficção - A Busca, de Luciano Moura
- Melhor Longa-Metragem Documentário - Dossiê Jango, de Paulo Henrique Fontenelle
- Melhor Curta-Metragem - Zefiro Explicito, de Sergio Duran e Gabriela Temer

### Mostra Geração
- A Morte do Super-Herói, de Ian Fitzgibbon[8]

## 2011[9]

### Júri oficial
- Melhor Longa-Metragem de Ficção - A Hora e a Vez de Augusto Matraga, de Vinícius Coimbra
- Menção honrosa: Mãe e Filha, de Petrus Cariry
- Prêmio especial do júri (ficção): Sudoeste, de Eduardo Nunes
- Melhor Documentário em Longa-Metragem - As Canções, de Eduardo Coutinho
- Prêmio Especial do Júri (documentário): Olhe Pra Mim de Novo, de Kiko Goifman e Claudia Priscilla
- Melhor Direção - Karim Aïnouz, por O Abismo Prateado
- Melhor Ator - João Miguel, por A Hora e a Vez de Augusto Matraga
- Melhor Atriz - Camila Pitanga, por Eu Receberia as Piores Notícias dos Seus Lindos Lábios
- Melhor Atriz Coadjuvante - Maria Luísa Mendonça, por Amanhã Nunca Mais
- Melhor Ator Coadjuvante - José Wilker, por A Hora e a Vez de Augusto Matraga
- Prêmio especial do júri - Chico Anysio, por A Hora e a Vez de Augusto Matraga
- Melhor Roteiro - Odilon Rocha, por A Novela das 8
- Melhor Montagem - Jordana Berg, por Marcelo Yuka no Caminho das Setas
- Melhor Fotografia - Mauro Pinheiro Jr., por Sudoeste, e Petrus Cariri, por Mãe e Filha
- Melhor Curta-Metragem - Qual Queijo Você Quer?, de Cíntia Domit Bittar
- Menção honrosa (curta): Tempo de Criança, de Wagner Novais

### Júri popular
- Melhor Longa-Metragem de Ficção - A Hora e a Vez de Augusto Matraga, de Vinícius Coimbra
- Melhor Documentário em Longa-Metragem - As Canções, de Eduardo Coutinho
- Melhor Curta-Metragem -  Passageiro, de Bruno Melo

### Prêmio Fipresci
- Sudoeste, de Eduardo Nunes

### Mostra Novos Rumos
- Rânia, de Roberta Marques

### Mostra Geração
- Lições de um Sonho, de Sebastian Grobler

## 2010

### Júri oficial
O júri oficial foi presidido por Gustavo Dahl e contou ainda com Bruna Lombardi, Jorge Sanchez e Léo Monteiro de Barros
- Melhor longa-metragem de ficção - VIPs, de Toniko Melo
- Melhor curta-metragem - Vento, de Marcio Salem
- Prêmio especial do júri - Geral, de Anna Azevedo
- Melhor atriz coadjuvante - Gisele Fróes, por VIPs
- Melhor ator coadjuvante - Jorge D'elia, por VIPs
- Melhor roteiro - Marcelo Laffitte, por Elvis & Madona
- Melhor montagem - Vânia Debs, por Boca do Lixo
- Melhor fotografia - Adrian Terrido, por Boca do Lixo
- Melhor longa-metragem documentário - Diário de uma Busca, de Flávia Castro
- Melhor atriz - Karine Teles, por Riscado
- Melhor ator - Wagner Moura, por VIPs
- Melhor direção - Charly Braun, por Além da Estrada

### Júri popular
- Melhor longa-metragem de ficção - O Senhor do Labirinto, de Geraldo Motta e Gisella de Mello
- Melhor documentário - Positivas, de Susanna Lira
- Melhor curta-metragem - Um Outro Ensaio, de Natara Ney

### Mostra Novos Rumos
- Paranã-Puca, Onde o Mar se Arrebenta, de Jura Capela

## 2009

### Júri oficial
O júri oficial foi presidido por Fernando Solanas e composto por Roman Paul, François Sauvagnargues, Helena Solberg e Julia Lemmertz.
- Melhor Longa-Metragem de Ficção: Os Famosos e os Duendes da Morte, de Esmir Filho
- Melhor Longa-Metragem Documentário: Dzi Croquettes, de Tatiana Issa e Raphael Alvarez, e Reidy, A Construção da Utopia, de Ana Maria Magalhães
- Melhor Curta-Metragem: Olhos de Ressaca, de Petra Costa
- Menção Honrosa: Sildenafil, de Clovis Mello
- Melhor Direção: Karim Aïnouz e Marcelo Gomes, por Viajo Porque Preciso, Volto Porque Te Amo
- Melhor Ator: Chico Diaz e Luiz Carlos Vasconcelos, por O Sol do Meio Dia
- Menção Honrosa: Fulvio Stefanini, por Cabeça a Prêmio
- Melhor Atriz: Nanda Costa, por Sonhos Roubados
- Melhor Atriz Coadjuvante: Cássia Kiss, por Os Inquilinos
- Melhor Ator Coadjuvante: Gero Camilo, por Hotel Atlântico
- Melhor Roteiro: Beatriz Bracher, por Os Inquilinos
- Melhor Montagem: Renato Martins, por Tamboro
- Melhor Fotografia: Heloísa Passos, por Viajo Porque Preciso, Volto Porque Te Amo e  O Amor Segundo B. Schianberg
- Prêmio Especial do Júri: Tamboro, de Sérgio Bernardes

### Júri popular
- Melhor Longa-Metragem de Ficção: Sonhos Roubados, de Sandra Werneck
- Melhor Longa-Metragem Documentário: Dzi Croquettes, de Tatiana Issa e Raphael Alvarez
- Melhor Curta-Metragem: Sildenafil, de Clovis Mello

### Prêmio Fipresci
O júri foi presidido por Paulo Portugal e contou com os críticos Rodrigo Fonseca e Mario Abadde.
- Os Famosos e os Duendes da Morte, de Esmir Filho

### Mostra Geração
- Retrospectiva (10 anos Mostra Geração): Somos Todos Diferentes (Taare Zameen Par), de Aamir Khan
- Mostra Geração 2009: Quem Tem Medo do Lobo? (Kdopak By Se Vlka Bál), de Maria Procházková

## 2008

### Júri oficial
O júri foi presidido por Wieland Speck e composto Camila Pitanga, Jorge Duran e Lita Stantic.
- Melhor longa-metragem de ficção: Se Nada Mais Der Certo, de José Eduardo Belmonte
- Melhor longa-metragem documentário: Estrada Real da Cachaça, de Pedro Urano
- Melhor direção ficção: Matheus Nachtergaele, por A Festa da Menina Morta
- Melhor direção documentário: Helena Solberg, por Palavra (En)cantada
- Melhor ator: Daniel de Oliveira, por A Festa da Menina Morta
- Melhor atriz: Caroline Abras, por Se Nada Mais Der Certo
- Melhor curta de ficção: Blackout , de Daniel Rezende
- Melhor curta documentário: 69 – Praça da Luz, de Carolina Markowicz e Joana Galvão
- Prêmio especial do júri: Jards Macalé - Um Morcego na Porta Principal, de Marco Abujamra
- Menção honrosa: Apenas o Fim, de Matheus Souza

### Júri popular
- Melhor Longa ficção: Apenas o Fim, de Matheus Souza
- Melhor Longa documentário: Loki - Arnaldo Baptista, de Paulo Henrique Fontenelle
- Melhor Curta – Urubus Têm Asas, de André Rangel e Marcos Negrão

### Prêmio FIPRESCI
O júri foi presidido por Diego Brodersen (Argentina) e composto por Lídice Varas (Chile), Fernando Palumbo (Uruguai), Ivonete Pinto (Brasil) e Pedro Butcher (Brasil)
- A Mulher sem Cabeça, de Lucrecia Martel

### Mostra Geração
- Somos Todos Diferentes (Taare Zameen Par), de Aamin Khan

## 2007

### Júri oficial
O júri foi presidido por Affonso Beato e composto por Marília Pêra, Chico Diaz, Clare Stewart e Luciano Savegna
- Melhor Longa Ficção: Mutum, de Sandra Kogut
- Melhor Longa Documentário: Condor, de Roberto Mader
- Melhor Curta: Sete Minutos, de Cavi Borges, Júlio Pecly e Paulo Silva
- Melhor Direção Ficção: Marcos Jorge, por Estômago
- Melhor Direção Documentário: Cao Guimarães, por Andarilho
- Melhor Ator: João Miguel, por Estômago
- Melhor Atriz: Carla Ribas, por A Casa de Alice
- Prêmio Especial do Júri: Babu Santana, por Estômago e Maré, Nossa História de Amor

### Júri popular
- Melhor Longa Ficção: Estômago, de Marcos Jorge
- Melhor Longa Documentário: Memória Para o Uso Diário, de Beth Formaggini
- Melhor Curta: A Maldita, de Tetê Mattos

### Prêmio FIPRESCI
O júri foi composto por João Luiz Vieira e Marcelo Janot (Brasil), Rui Tendinha (Portugal), Chiara Arroyo (Espanha) e Cláudio Cordero (Peru)
- Luz Silenciosa, de Carlos Reygadas

### Mostra Geração
- Valo, de Kaija Juurikkala

### Júri da ABD&C
- Melhor Documentário: Memória Para o Uso Diário, de Beth Formaggini
- Melhor Curta: Cabaceiras, de Ana Bárbara Ramos
- Menção Honrosa: Alphaville 2007 D.C., de Paulinho Caruso

## 2006

### Júri oficial
O júri foi presidido por Nelson Pereira dos Santos e composto por Christiane Torloni, Marcelo Piñero, Renata Magalhães e Christian Jeune.
- Melhor Longa-Metragem Ficção: O Céu de Suely, de Karim Aïnouz
- Melhor Longa-Metragem Documentário: À Margem do Concreto, de Evaldo Mocarzel
- Melhor Curta-Metragem: Joyce, de Caroline Leone
- Melhor Direção: Karim Aïnouz, por O Céu de Suely
- Melhor Ator: Selton Mello, por O Cheiro do Ralo e Sidney Santiago, por Os 12 Trabalhos
- Melhor Atriz: Hermila Guedes, por O Céu de Suely
- Prêmio Especial do Júri: O Cheiro do Ralo, de Heitor Dhalia

### Júri popular
- Melhor Longa Ficção: O Ano em que Meus Pais Saíram de Férias, de Cao Hamburger
- Melhor Longa Documentário: Fabricando Tom Zé, de Decio Matos Jr.
- Melhor Curta: Mauro Shampoo, de Paulo Henrique Fontenelle e Leonardo Cunha

### Prêmio FIPRESCI
- Melhor filme latino-americano:  O Cheiro do Ralo, de Heitor Dhalia

### Mostra Geração
- Fazendo Amigos, de Arne Lindtner Næss

### Júri da ABD&C
- Melhor Curta-metragem: Mauro Shampoo, de Paulo Henrique Fontenelle e Leonardo Cunha
- Melhor Documentário: Acidente, de Cao Guimarães e Pablo Lobato
- Menção Honrosa: Caparaó, de Flávio Frederico
- Menção Especial: Onde a Coruja Dorme, de Simplício Neto e Márcia Derraik

## 2005

### Júri oficial
O júri foi presidido por Marco Muller e composto por Kátia Lund, Milton Gonçalves e Elena Soarez.
- Melhor longa-metragem de ficção: Cidade Baixa, de Sérgio Machado
- Melhor longa-metragem documentário: 500 Almas, de Joel Pizzini
- Melhor curta-metragem: Curupira, de Fábio Mendonça e Guilherme Ramalho
- Melhor diretor: Beto Brant, Crime Delicado
- Melhor ator: João Miguel, Cinema, Aspirinas e Urubus
- Melhor atriz: Alice Braga , Cidade Baixa
- Prêmio Especial do Júri: Cinema, Aspirinas E Urubus, de Marcelo Gomes

### Prêmio Fipresci
O júri foi composto pelos críticos Klaus Eder (Alemanha), Gabe Klinger (EUA), Leandro Listorti (Argentina), João Luiz Vieira (Brasil) e Leonardo Luiz Ferreira (Brasil).
- Melhor filme latino-americano: Batalla en el Cielo, de Carlos Reygadas
- Prêmio especial do júri: Beto Brant, por Crime Delicado

### Júri da ABD&C
- Historietas Assombradas, de Victor-Hugo Borges, e Entre Paredes, de Eric Laurence

### Mostra Geração
- Hinokio, de Takahiko Akiyama

### Júri popular
- Melhor longa-metragem de ficção: A Máquina, de João Falcão
- Melhor longa-metragem documentário: Do Luto à Luta, de Evaldo Mocarzel
- Melhor curta-metragem: Historietas Assombradas, de Victor Hugo Borges

## 2004

### Júri oficial
Composto por Ruy Guerra (presidente), Alain Fresnot, Dira Paes e Laurent Jacob
- Melhor longa-metragem de ficção: Contra Todos, de Roberto Moreira
- Melhor documentário de longa-metragem: Estamira, de Marcos Prado
- Melhores curta-metragens: O Jaqueirão do Zeca, de Denise Moraes e Ricardo Bravo; Quero Ser Jack White, de Charly Braun
- Melhor direção: Lúcia Murat, por Quase Dois Irmãos
- Melhor ator: Flávio Bauraqui, por Quase Dois Irmãos
- Melhor atriz: Sílvia Lourenço, por Contra Todos
- Prêmio especial do júri: Soldado de Deus, de Sérgio Sanz

### Júri popular
- Melhor longa-metragem de ficção: Vida de Menina, de Helena Solberg
- Melhor documentário de longa-metragem: Fábio Fabuloso, de Antonio Ricardo, Pedro Cezar e Ricardo Bocão
- Melhor curta-metragem: Nada a Declarar, de Gustavo Acioli

## 2003

### Júri Oficial
Cacá Diegues presidiu o júri.
- Melhor longa-metragem de ficção: Narradores de Javé, de Eliane Caffé
- Melhor longa-metragem documentário: À Margem da Imagem, de Evaldo Mocarzel
- Melhor curta-metragem: Bala Perdida, de Victor Lopes
- Melhor direção: Guilherme Coelho, por Fala Tu
- Melhor ator: José Dummont, por Narradores de Javé
- Melhor atriz: Cléo Pires, por Benjamim
- Prêmio especial do Júri: O Prisioneiro da Grade de Ferro, de Paulo Sacramento

### Júri Popular
- Melhor longa-metragem de ficção: Narradores de Javé, de Eliane Caffé
- Melhor longa-metragem documentário: Fala Tu, de Guilherme Coelho
- Melhor curta-metragem: Rua da Escadinha, 162, de Márcio Câmara

### Mostra Geração Futura
- Melhor longa-metragem: Dibu, a Grande Aventura, de Raúl Rodriguez Peilá

## 2002
- Melhor longa-metragem de ficção: Seja o que Deus Quiser!, de Murilo Salles
- Melhor longa-metragem documentário: Ônibus 174, de José Padilha
- Melhor curta-metragem: Dadá, de Eduardo Vaisman
- Prêmio ABD: Bloqueio, de Cláudio de Oliveira

### Prêmio Fipresci
- Melhor filme brasileiro: Ônibus 174, de José Padilha
- Melhor filme latino-americano: Japon, de Carlos Reygadas, e A Virgem da Luxúria, de Arturo Ripstein

### Prêmio UIP
- Melhor filme europeu: Domingo Sangrento, de Paul Greengrass[18]